# Dominik Kaľata
Dominik Kaľata (Nowa Biała, 19 maggio 1925 – Ivanka pri Dunaji, 24 agosto 2018) è stato un vescovo cattolico slovacco.

## Biografia
Dominik Kaľata nacque a Nowa Biała il 19 maggio 1925. Fino al 1920 il suo villaggio natale faceva parte dei territori slovacchi dell'Impero austro-ungarico, ma nel 1920 divenne parte della Polonia.

### Formazione e ministero sacerdotale
Frequentò la scuola primaria nel suo villaggio natale. In seguito studiò al liceo di Levoča. Il 31 luglio del 1943 entrò nella Compagnia di Gesù come novizio nella casa di Ružomberok dove rimase fino al 1945. Nel 1947 cominciò a studiare filosofia a Děčín ma, la notte tra il 13 e il 14 aprile 1950, insieme ad altri confratelli, venne arrestato e condotto al campo di concentramento di Bohosudov. Per tre anni e mezzo lavorò nel cosiddetto battaglione tecnico ausiliario. In questo periodo è riuscì a completare segretamente gli studi teologici e il 12 agosto 1951 fu ordinato presbitero clandestinamente.

### Ministero episcopale
Il 9 settembre 1955 il vescovo Ján Chryzostom Korec gli conferì clandestinamente l'ordinazione episcopale. Nel gennaio del 1960 venne arrestato e condannato a quattro anni di carcere. Dopo diversi mesi di detenzione gli venne condonata il resto della pena in un'amnistia generale. Dopo il suo rilascio lavorò come elettricista e continuò segretamente a svolgere il ministero pastorale. Ordinò diversi sacerdoti e il 18 maggio 1961 consacrò vescovo il confratello Peter Dubovský. Nel 1963 venne nuovamente arrestato e condannato a quattro anni di carcere che si aggiunsero anche agli anni della precedente sentenza inizialmente condonati. Venne rilasciato nel maggio del 1968. Il governo rifiutò di concedergli di operare apertamente come sacerdote e quindi dovette lavorare come operaio in una fonderia.
Nel marzo del 1969 si trasferì in Austria. Dal 1969 al 1974 completò gli studi di teologia presso la Facoltà teologica dell'Università di Innsbruck. Nel giugno del 1974 conseguì il dottorato in teologia con una tesi su "L'umanesimo cristiano e l'umanesimo marxista dal punto di vista della teologia fondamentale". Poco dopo divenne superiore della casa dei gesuiti di Staufen-Grunerne in Germania. Nel 1976 prese residenza a Grunern, un quartiere di Staufen im Breisgau, e contribuì attivamente ai servizi pastorali per i fedeli dell'arcidiocesi di Friburgo in Brisgovia operando come vescovo cooperatore residente. Fu anche editore di una rivista dei lavoratori slovacchi in esilio lavoratori e tenne corsi di teologia nei centri educativi.
Il 16 marzo 1985 papa Giovanni Paolo II lo nominò vescovo titolare di Semta.
Dopo la rivoluzione di velluto del 1989 poté tornare in patria dove divenne docente a Spišské Podhradie. Dal 1991 al 1992 tenne conferenze su ermeneutica e teologia. Dal 1993 al 2005 insegnò alla Facoltà di teologia dell'Università di Trnava. Una del sue ultime apparizioni pubbliche fu in occasione della riunione cerimoniale al termine del processo di beatificazione a livello diocesano di frate Tomas (1924-1945) e di Frantisek Munk (1895-1945) nel 2015.
Morì nella casa per sacerdoti gesuiti anziani di Ivanka pri Dunaji nel pomeriggio del 24 agosto 2018 all'età di 93 anni.. Era uno degli ultimi vescovi ancora in vita nominati da papa Pio XII. Le esequie si tennero il 29 agosto alle ore 10.30 nella cattedrale di San Giovanni Battista a Trnava e furono presiedute da monsignor Ján Babjak. Al termine del rito fu sepolto nella cripta dello stesso edificio accanto ai confratelli Pavol Hnilica e Peter Dubovský.

## Genealogia episcopale e successione apostolica
La genealogia episcopale è:
- Cardinale Scipione Rebiba
- Cardinale Giulio Antonio Santori
- Cardinale Girolamo Bernerio, O.P.
- Arcivescovo Galeazzo Sanvitale
- Cardinale Ludovico Ludovisi
- Cardinale Luigi Caetani
- Cardinale Ulderico Carpegna
- Cardinale Paluzzo Paluzzi Altieri degli Albertoni
- Papa Benedetto XIII
- Papa Benedetto XIV
- Papa Clemente XIII
- Cardinale Marcantonio Colonna
- Cardinale Giacinto Sigismondo Gerdil, B.
- Cardinale Giulio Maria della Somaglia
- Cardinale Carlo Odescalchi, S.I.
- Cardinale Costantino Patrizi Naro
- Cardinale Lucido Maria Parocchi
- Papa Pio X
- Papa Benedetto XV
- Papa Pio XII
- Arcivescovo Saverio Ritter
- Cardinale Josef Beran
- Arcivescovo Josef Karel Matocha
- Vescovo Robert Pobožný
- Vescovo Pavol Hnilica, S.I.
- Cardinale Ján Chryzostom Korec, S.I.
- Vescovo Dominik Kaľata, S.I.

La successione apostolica è:
- Vescovo Peter Dubovský, S.I. (1955)